# Virilha
A virilha é uma região do corpo dos animais ou humanos que fica situado entre as coxas e o ventre.

## Virilha nos humanos
É uma região próxima dos órgãos sexuais que por vezes pode ter pelos pubianos, também sendo considerada uma zona erógena. No Brasil a maioria das mulheres depila esta região por motivos estéticos e culturais. Nos Estados Unidos a depilação deste local ganhou o nome de Brazilian wax.
Dores na região da virilha podem ser sintomas de uma hérnia inguinal.